# Mäuerchenberg, Hierenberg und Pinnert bei Gönnersdorf
Das Naturschutzgebiet Mäuerchenberg, Hierenberg und Pinnert bei Gönnersdorf liegt auf dem Gebiet der Ortsgemeinden Birgel, Feusdorf und Gönnersdorf im Landkreis Vulkaneifel in Rheinland-Pfalz.
Das etwa 40,0 ha große Gebiet, das mit Verordnung vom 23. Oktober 1985 unter Naturschutz gestellt wurde, erstreckt sich östlich von Gönnersdorf und nordwestlich von Birgel. Am östlichen Rand des Gebietes verläuft die Kreisstraße K 72 und am westlichen Rand die B 421. Westlich fließt die Kyll, ein linker Nebenfluss der Mosel.
Als Schutzzweck wird die „Erhaltung der montanen wacholderreichen Halbtrockenrasen in der inneren Kalkeifel mit ihren angrenzenden naturnahen Gebüsch-, Fels- und Laubwald-Formationen als Lebensräume seltener, bestandsgefährdeter und artenreicher Tier- und Pflanzengesellschaften, sowie die Erhaltung der für die Eifel typischen Schiffelheide aus landeskundlichen Gründen“ angegeben.